# FiHa
FiHa je česká pop-rocková hudební skupina.
Vznikla v roce 2005 jako kapela spolužáků Wichterlova gymnázia v Ostravě a spoluhráčů sboru pro mladé TenSing.

## Vývoj kapely a diskografie

### We Are Angry. So What? (2011)
Prvních 5 let hledala kapela identitu a koncertovala na studentských akcích. Po účastech v místních soutěžích Boomcup a Líheň kapela natočila za spolupráce s Pavlem Bohatým a Milanem Cimfem v roce 2010 ve studiu SONO své premiérové album "We Are Angry. So What?"
Deska se setkala s pozitivními reakcemi a zaznamenala dílčí úspěchy s písněmi "Angry" a "Family".[zdroj?]

### Baby, Baby (2016)
Po vydání úvodního alba skupina hojně koncertovala. Personální změny se ustálily během nahrávání druhé desky kapely "Baby, Baby". Tu kapela nahrávala ve studiu Borise Carloffa. Václav Neckář jako host nazpíval na desce, společně s kapelou FiHa, píseň "Zpívám".
FiHa se v vyznačuje bohatou světelnou show opřenou o silné melodie a spolupráci s publikem. Na svých koncertech dokáže zaujmou širokou škálu posluchačů.[zdroj?]

### U & Me & Victoria (2020)
V roce 2018 byla kapela rozšířena o perkusionistu a dvě sboristky.
V lednu roku 2019 se kapela přesunula do studia na Edinburg College ve Skotsku, kde měla v plánu natočit EP obsahující 4 nové písně. Kapela se nakonec po návratu do Česka rozhodla natočit plnohodnotnout desku a pro potřeby nahrávání se rozhodla postavit si vlastní studio. V tom vzniklo celé album "You and Me and Victoria", které bylo vydáno 13. listopadu 2020 kompletně v produkci kapely. Podobně jako u skladeb se kapela rozhodla ve vlastní produkci točit i videoklipy. Prvním z řady videí byl klip k písní "Victoria". Kvůli pandemii Covid 19 byla deska pokřtěna předtočeným digitálním křtem. Kmotrou „Victorie“ se stala Zlata Holušová, ředitelka festivalu Colours of Ostrava.

## Současní členové
- Filip Rácz – kytara, klávesové nástroje, zpěv
- Jarek Kršík - basová kytara, Moog
- Dominik Pašš - kytara, vokály, Synth
- Erik Rácz – bicí
- Klára Klapuchová - vokály
- Klaudie Prchalová - vokály
- Martin Kandler - perkuse
- Jakub Sivek - kytara